# فضيل شريف
فضيل شريف (إبراهيم الشريف فضيل) ولد في بلدية لرهاط غرب ولاية تيبازة سنة 1943، وتوفي في 19 يونيو 2008 ضابط برتبة لواء في الجيش الجزائري وأحد كبار المسؤولي في الدولة في فترة التسعينات

## الحياة والدراسة
ولد الفقيد بمدينة لرهاط سنة 1943، وبعد وفاة والده انتقل إلى العاصمة لمواصلة دراسته، وانضم إلى الحركة الوطنية رفقة صديق له من مدينة فوكة، هذا الأخير قُتل بالقبة بالعاصمة، ما جعله يلتحق بصفوف الثورة بالجبال، خوفا من إلقاء القبض عليه. كما للفقيد ثلاثة أبناء، ابن متخصص في الاتصالات ويملك شركة اتصال، وبنتان إحداهما باحثة ومقيمة بكندا، والثانية مهندسة دولة في الإعلام الآلي مقيمة بباريس.

## الأعمال والمهام
- حيث كان أول من تولى إدارة خلية مكافحة الإرهاب منتصف التسعينات من القرن الماضي، قبل أن يعين قائدا للناحية العسكرية الأولى، ثم في 5 جويلية 2004، أبعد عن مهامه بعدما أجرى الرئيس عبد العزيز بوتفليقة عدة تغييرات في المؤسسة العسكرية عقب استقالة الفريق محمد العماري من منصب قائد أركان الجيش وتعيين اللواء أحمد قايد صالح بدلا منه.[1] وكان هذا نتاج صراع بوتفليقة مع الجنرالات بشأن الصلاحيات، وكان مع عدد محدود منهم الجنرال فضيل شريف.[2][3] وأُحيل على التقاعد.[4]
- يعد الفقيد واحدا من مهندسي الهدنة مع مدني مزراڤ، قائد ما يسمى الجيش الإسلامي للإنقاذ، حيث أبرم معه آخر اتفاق تم بموجبه تفكيك التنظيم، ونجح في تفكيك عدد من التنظيمات الإرهابية المسلحة والقضاء عليها، من بينها تفكيك ما كان يعرف بالجماعة الإسلامية المسلحة والحركة الإسلامية المسلحة.[5]
- وقد كلف اللواء فضيل شريف من طرف رئيس الجمهورية السابق، اليامين زروال، بقيادة قوات مكافحة الإرهاب بين سنوات 1994 و1999، وقاد أكبر عملية للقضاء على أمير ما كان يسمى بالجماعية الإسلامية المسلحة (الجيا)، عنتر زوابري، سنة 2002، حيث تمكنت القوات الخاصة للجيش الوطني الشعبي من القضاء عليه الذي ارتكب مجازر رهيبة بمنطقة المتيجة، كما ساهم الفقيد فضيل شريف في إنشاء النواة الأولى لقوات الدفاع الذاتي بالوسط، وكان مشرفا على تنظيمها، وقد امتدت هذه القوات من العاصمة إلى منطقة القبايل، وسرعان ما توسعت لتشمل مناطق عديدة من الوطن.

## وفاته
توفي اللواء إبراهيم الشريف فضيل قد فجر الخميس 19 يونيو 2008 بعد خضوعه للعلاج من مرض عضال بالمستشفى المركزي للجيش بعين النعجة بالجزائر العاصمة.
في 20 يونيو 2008 دفن بمقبرة «الأرهاط»، غرب ولاية تيبازة، مسقط رأسه، بحضور العديد من الشخصيات الوطنية ورفقائه بالمؤسسة العسكرية 